# 查玛寺
查玛寺，位于西藏自治区日喀则地区康马县康如乡勒康村，是一座藏传佛教宁玛派寺院。

## 简介
查玛寺位于康马县康如乡勒康村境内，距离康马县城35公里，海拔4300米。
1497年，热落扎瓦多布丹多吉创建该寺。该寺属宁玛派，主供莲花生。该寺由所属的8座分寺组成，寺内有不少用金和铜制成的宁玛派喇嘛像、各种佛塔、金字佛等佛像，但是在文化大革命期间全部被毁。寺院仅存一片废墟。
该寺的主要宗教活动有藏历每年6月4日举行的“6.4”转山节。参加节日的信众达两千余人。